# Our Idiot Brother
Our Idiot Brother är en amerikansk långfilm från 2011 i regi av Jesse Peretz, med Paul Rudd, Elizabeth Banks, Zooey Deschanel och Emily Mortimer i rollerna.

## Handling
Nedrick "Ned" Rochlin (Paul Rudd) är en välmenande idiot till man. Han gör livet surt för sin mamma Ilene (Shirley Knight) och tre systrar; Miranda (Elizabeth Banks), Nat (Zooey Deschanel) och Liz (Emily Mortimer).

## Rollista
| Paul Rudd       | – Nedrick "Ned" Rochlin |
| Elizabeth Banks | – Miranda Rochlin       |
| Zooey Deschanel | – Natalie "Nat" Rochlin |
| Emily Mortimer  | – Liz Rochlin Anderson  |
| Shirley Knight  | – Ilene                 |
| Adam Scott      | – Jeremy Horne          |
| Kathryn Hahn    | – Janet Ziebell         |
| Steve Coogan    | – Dylan Anderson        |
| Hugh Dancy      | – Christian Smith       |
| Rashida Jones   | – Cindy Harris          |